# Adagondanahalli, Gubbi
Adagondanahalli là một làng thuộc tehsil Gubbi, huyện Tumkur, bang Karnataka, Ấn Độ.